# Гравітаційна затримка сигналу
Гравітаційна затримка сигналу або ефект Шапіро — ефект загальної теорії відносності, внаслідок якого в полі тяжіння електромагнітні сигнали йдуть довше, ніж за відсутності цього поля. Це явище споріднене з гравітаційним сповільненням часу[джерело?].

## Історія відкриття
Вперше ефект був передбачений 1964 року американським астрофізиком Ірвіном Шапіро. Шапіро запропонував експеримент, під час якого радіохвилі відбивалися від поверхні Венери і Меркурія та поверталися на Землю. Обчислення Шапіро передбачали, що при деякому розташуванні Землі, Сонця і Венери очікуваний час затримки сигналу в результаті дії гравітаційного поля Сонця буде близько 200 мікросекунд.
Перші експериментальні дані, отримані в 1966-1967 роках в обсерваторії MIT, збіглися з прогнозами Шапіро. Відтоді поправки були підтверджені точнішими експериментами як в Сонячній системі, так і в компактних системах подвійних зір.

## Обчислення затримки

### Обчислення затримки часу для світла в полі точкової маси
Для сигналу, який подорожує навколо точкової маси, затримка може бути обчислена за формулою:
{\displaystyle \Delta t=-{\frac {2GM}{c^{3}}}\log(1-\mathbf {R} \cdot \mathbf {x} ).}
Тут {\displaystyle \mathbf {R} } — одиничний вектор, спрямований від спостерігача до джерела, а {\displaystyle \mathbf {x} } — одиничний вектор, спрямований від спостерігача до тіла з масою M, яке створює гравітаційне поле.
Формула може бути переписана в іншому вигляді:
{\displaystyle \Delta x=-R_{s}\log(1-\mathbf {R} \cdot \mathbf {x} ),},
де x — ефективне збільшення шляху світла, а {\displaystyle R_{s}={\frac {2GM}{c^{2}}}} — радіус Шварцшильда.